# Barcita micropis
Barcita micropis är en fjärilsart som beskrevs av George Francis Hampson 1926. Barcita micropis ingår i släktet Barcita och familjen nattflyn. Inga underarter finns listade i Catalogue of Life.